# Mixat lag i rodel vid olympiska vinterspelen 2014
Mixat lag i rodel vid olympiska vinterspelen 2014 hölls på Sanki isbanecenter i närheten av Krasnaja Poljana, Ryssland. Tävlingen kördes den 13 februari 2014. 
Detta var rodelns sista tävling vid spelen.

## Kvalificerade lag
| - Italien - Kanada - Lettland - Polen | - Rumänien - Ryssland - Slovakien - Tjeckien | - Tyskland - Ukraina - USA - Österrike |

## Medaljörer
| Gren      | Guld                                                                    | Silver                                                                               | Brons                                                              |
| Mixat lag | Tyskland (GER) Tobias Arlt Natalie Geisenberger Felix Loch Tobias Wendl | Ryssland (RUS) Vladislav Antonov Albert Demtjenko Aleksandr Denisjev Tatjana Ivanova | Lettland (LAT) Martins Rubenis Andris Sics Juris Sics Eliza Tiruma |

## Resultat[1]
| Pl. | Start- nummer  | Namn                                                                    | Land      | Damernas singel | Herrarnas singel | Herrarnas dubbel | Total tid | Tids- differens |
| --- | -------------- | ----------------------------------------------------------------------- | --------- | --------------- | ---------------- | ---------------- | --------- | --------------- |
| 1   | 10-1 10-2 10-3 | Natalie Geisenberger Felix Loch Tobias Wendl / Tobias Arlt              | Tyskland  | 54,095          | 55,639           | 55,915           | 2.45,649  |                 |
| 2   | 7-1 7-2 7-3    | Tatjana Ivanova Albert Demtjenko Aleksandr Denisjev / Vladislav Antonov | Ryssland  | 54,429          | 55,775           | 56,475           | 2.46,679  | +1,030          |
| 3   | 6-1 6-2 6-3    | Elīza Tīruma Mārtiņš Rubenis Andris Šics / Juris Šics                   | Lettland  | 54,745          | 56,048           | 56,502           | 2.47,295  | +1,646          |
| 4   | 11-1 11-2 11-3 | Alex Gough Samuel Edney Tristan Walker / Justin Snith                   | Kanada    | 54,643          | 56,197           | 56,555           | 2.47,395  | +1,746          |
| 5   | 9-1 9-2 9-3    | Sandra Gasparini Armin Zöggeler Christian Oberstolz / Patrick Gruber    | Italien   | 54,823          | 56,039           | 56,558           | 2.47,420  | +1,771          |
| 6   | 8-1 8-2 8-3    | Erin Hamlin Chris Mazdzer Christian Niccum / Jayson Terdiman            | USA       | 54,338          | 56,245           | 56,972           | 2.47,555  | +1,906          |
| 7   | 12-1 12-2 12-3 | Miriam Kastlunger Wolfgang Kindl Andreas Linger / Wolfgang Linger       | Österrike | 55,596          | 56,434           | 56,447           | 2.48,477  | +2,828          |
| 8   | 3-1 3-2 3-3    | Natalia Wojtuściszyn Maciej Kurowski Patryk Poręba / Karol Mikrut       | Polen     | 54,937          | 56,737           | 58,079           | 2.49,753  | +4,104          |
| 9   | 4-1 4-2 4-3    | Vendula Kotenová Ondřej Hyman Lukáš Brož / Antonín Brož                 | Tjeckien  | 55,600          | 56,926           | 57,279           | 2.49,805  | +4,156          |
| 10  | 5-1 5-2 5-3    | Viera Gburová Jozef Ninis Marian Zemaník / Jozef Petrulák               | Slovakien | 55,757          | 56,472           | 57,936           | 2.50,165  | +4,516          |
| 11  | 2-1 2-2 2-3    | Olena Shkhumova Andriy Kis Oleksandr Obolonchyk / Roman Zakharkiv       | Ukraina   | 55,671          | 56,882           | 58,502           | 2.51,055  | +5,406          |
| 12  | 1-1 1-2 1-3    | Sung Eun-Ryung Kim Dong-Hyeon Park Jin-Yong / Cho Jung-Myung            | Sydkorea  | 56,174          | 57,986           | 58,469           | 2.52,629  | +6,980          |